# Andreas Choi Chang-mou
Andreas Choi Chang-mou (ur. 15 września 1936 w Munsanie) – koreański duchowny rzymskokatolicki, w latach 2000–2010 biskup Gwangju.

## Życiorys
Święcenia kapłańskie przyjął 9 czerwca 1963. 3 lutego 1994 został prekonizowany biskupem pomocniczym Seulu ze stolicą tytularną Flumenpiscense. Sakrę biskupią otrzymał 25 marca 1994. 9 lutego 1999 został mianowany arcybiskupem koadiutorem Gwangju. 30 listopada 2000 objął urząd arcybiskupa. 25 marca 2010 przeszedł na emeryturę.